# Lac Xuanwu
Le lac Xuanwu est un lac chinois d'une superficie de 4,44 km2 qui se trouve sur le territoire de la ville de Nankin, dans la province du Jiangsu.

## Source de la traduction
- (en) Cet article est partiellement ou en totalité issu de l’article de Wikipédia en anglais intitulé « Xuanwu Lake » (voir la liste des auteurs).